# Чтение

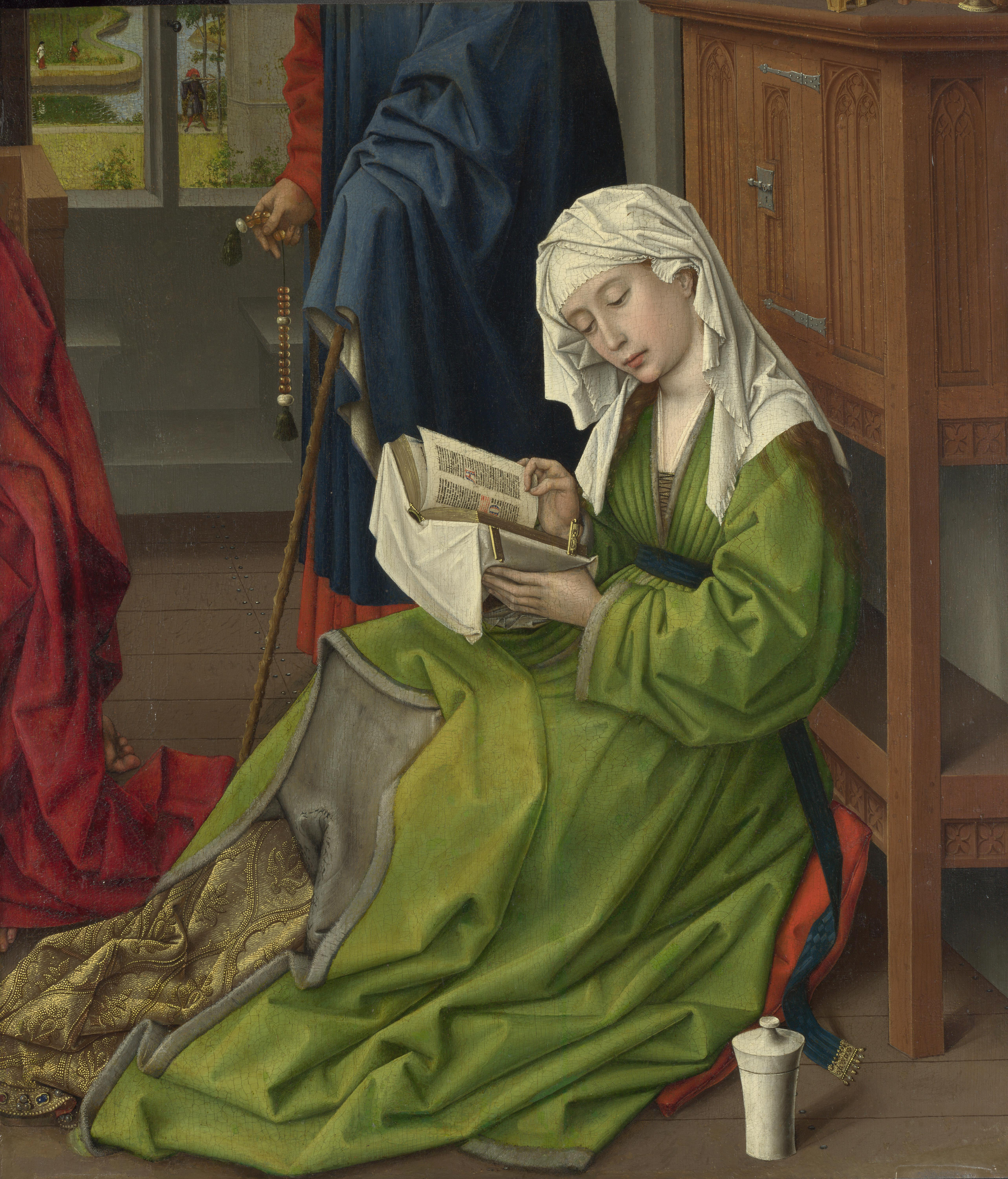
Картина Рогира ван дер Вейдена «Читающая Мария Магдалина»

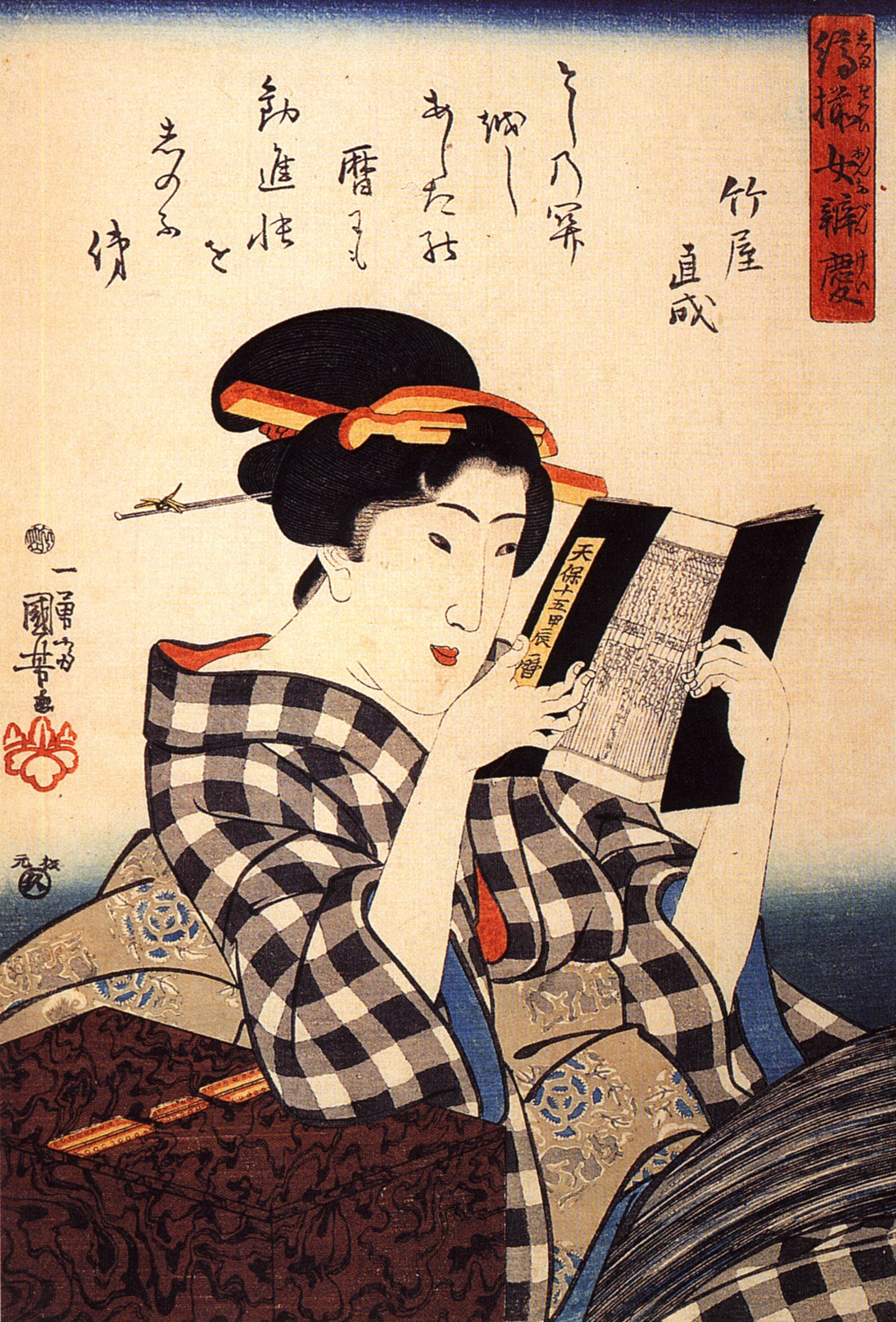

Скульптурная композиция «Читающие девушки», г. Курган

Чте́ние — совокупность практик и процедур работы с письменным текстом и непосредственно процесс работы с текстом, направленный на извлечение из него информации, на восприятие текста и его понимание.
В широком смысле — процесс извлечения информации также из любой символьной системы (символов Брайля, нотного письма и так далее). 

## Особенности
Чтение не сводится к связыванию письменных знаков с соответствующими звуками, это сложный когнитивный процесс, в котором непосредственное участие принимают высшие психические функции.
Процесс чтения включает в себя как фонетический процесс, так и семантический, то есть понимание прочитанного, при этом перевод письменной речи в устную зависит от системы письменности, существенно отличаясь для алфавитной, логографической и идеографической письменности.
Чтение — одно из средств усвоения языка, общения, обмена информацией и идеями. Представляет собой сложное взаимодействие между текстом и читателем, формируемое на основе предварительных знаний, опыта и отношения читателя с языковой общностью, обусловленное культурно и социально. Кроме того, чтение требует творческого подхода и критического анализа. Каких-либо законов в чтении нет, читателя в чтении ничего не ограничивает. Это помогает исследовать тексты во время интерпретации.
Авторы «The World Book Encyclopedia» считают, что
«Чтение… заложено в основу обучения и является одним из самых необходимых навыков в жизни. […] Люди, которые умеют хорошо читать, вносят вклад в создание процветающего, трудоспособного общества. В то же время они сами живут более насыщенной жизнью».
Чтение входит в сферу коммуникативной деятельности людей, является одним из видов речевой деятельности и обеспечивает письменную форму общения.
Навыки и привычки в работе с книгой, включая выбор тем и конкретных книг для чтения и умение находить их, взаимодействие с библиотеками, книжными магазинами и другими источниками литературы, степень систематичности и последовательности чтения, применение специальных приёмов для усвоения прочитанного, передачи и обсуждения полученного знания (конспектирование, написание отзывов и т. п.) составляет культуру чтения.
Существуют различные стратегии чтения, которые выбираются читателями из соображений цели чтения (поисковое, ознакомительное, реферативное и изучающее чтение) и из соображений удобства.

## История
Вместе с появлением письменности как формы фиксации выражаемых в языке смыслов, в качестве оборотной стороны письма появилось и чтение как часть коммуникации, отделённой от ситуации взаимодействия «здесь-и-сейчас». Первоначально главными сферами применения чтения были сфера хозяйственной деятельности (учёт и контроль), в которой чтение закрепляло систему властных отношений, сфера религии, где «священные тексты» предполагали избирательное чтение (в особое время, особыми лицами) как один из основных компонентов в культовых практиках, и сфера литературы, предполагавшая зачтение текста в разной мере ритуализированных пространствах.
Для развития практик и процедур чтения большое значение имело возникновение основанных на алфавитах фонетических систем письменности, сделавших возможным прочтение текста без знания и понимания значений образующих его единиц, что позволило изменить систему обучения чтению и расширить круг читателей, овладевших хотя бы элементарной грамотностью.

## Виды чтения

### На родном языке и на иностранном
Чтение на иностранном языке значительно труднее чтения на родном языке; определяется степенью владения иностранным языком и целями обучения.

### Просмотровое и изучающее
Изучающее чтение имеет своей целью детальное изучение содержания текста.

### Художественное чтение
Художественное чтение — публичное исполнение литературных произведений, жанр эстрадного искусства.

## Обучение чтению
Обучение чтению включает обучение технике чтения (умением переводить знаки письменности, слова и предложения в их звуковую форму) и обучение реальному чтению с формированием стратегии чтения, навыков опытного чтеца. Неопытного чтеца, помимо медленной скорости чтения, перечитывания текста и значительного числа фиксаций глаз, характеризует проговаривание читаемого вместо тихого чтения (чтения про себя), монотонность чтения, сосредоточение в большей степени на форме, а не содержании текста, смысловая переработка читаемого по окончании прочтения порции текста.
На понимание при чтении влияют как особенности текста — информационная насыщенность, логическая структура текста, языковая реализация и выраженность логической, эмоциональной и др. информации текста, так и особенности чтеца — степень приближения лексики, грамматики и стиля речи читающего к лексике, грамматике и стилю текста; организация направленности внимания при восприятии текста; индивидуально-психологические особенности.

### Методики
Помимо традиционных, «школьных» методик обучения чтению, во второй половине XX века появились и новые методики, обычно направленные на «раннее» обучение чтению, такие как метод Домана.

## Психофизиология чтения
Изучение процессов чтения, включая движение глаз при чтении являются одним из предметов изучения в когнитивной психологии. Консенсус когнитивных психологов в основном формируется вокруг модели E-Z Reader, хотя существуют и альтернативные теории, такие как SWIFT и EMMA.
Опубликованное в 2011 году в Ежегодном психологическом обозревателе исследование, основанное на результатах МРТ участников, показало, что, когда люди что-то читают, у них происходит стимуляция в тех же неврологических зонах, как если бы они проходили через прочитанное сами.

### Чтение с экрана
Процесс чтения с экрана монитора и других устройств отличается от чтения книг и другой печатной информации восприятием расположения текста и, соответственно, другой организацией движения глаз по тексту. Эти отличия могут учитываться при оценке юзабилити дизайна интернет-сайтов, с тем, чтобы основные мысли текста попадали в зоны наиболее часто просматриваемых частей страницы.
Проведённое Якобом Нильсеном исследование показало, что у большинства испытуемых движение взгляда по странице монитора напоминает по форме букву F: сначала горизонтально (верхняя перекладина), чуть вниз, далее снова горизонтально (короткая перекладина буквы), и вниз по странице.
Другие обнаруженные варианты чтения с монитора — движение по форме буквы E и буквы L.